# Округ Бжозув
Округ Бжозув (нем. Bezirk Brzozów, Бжозувский уезд, пол. Powiat brzozowski) — административная единица коронной земли Королевства Галиции и Лодомерии в составе Австро-Венгрии, существовавшая в 1867—1918 годах. Административный центр — Бжозув.
Площадь округа в 1879 году составляла 7,8428 квадратных миль (451,27 км2), а население 64 808 человек. Округ насчитывал 59 населённых пунктов, организованные в 62 кадастровых муниципалитета. На территории округа действовало 2 районных суда — в Бжозуве и Дубецко.
После Первой мировой войны округ вместе со всей Галицией отошёл к Польше.